# Patrick Conteh
Patrick Conteh – polityk i wojskowy sierraleoński, od 18 do 26 kwietnia 1968 wojskowy prezydent Sierra Leone.
Służył w armii, doszedł do stopnia oficera. W 1968 sprzymierzył się z Johnem Amadu Bangurą i przeprowadził tzw. zamach sierżantów, który obalił wojskowego przywódcę Andrew Terence Juxon-Smitha. Przewrotu dokonano na hasłach walki z korupcją (jako Antykorupcyjny Ruch Rewolucyjny) i z obietnicą przywrócenia rządów cywilnych. Z dniem 18 kwietnia 1969 Bangura objął funkcję gubernatora generalnego, a Conteh stanął na czele Narodowej Rady Tymczasowej. 22 kwietnia przekazano stanowisko gubernatora generalnego Banja Tejan-Siemu. 26 kwietnia Conteh przekazał władzę w ręce premiera Siaki Stevensa. Jego dalsze losy nie są pewne.